# Vicent Nebot Gargallo
Vicent Nebot Gargallo (Llucena, 1952 - Castelló de la Plana, 2011) fou un polític socialista valencià, alcalde de Llucena (l'Alcalatén) de 1987 a 2011.
Fou treballador de Bancaixa des del 1966. Militant del PSPV-PSOE, guanyà les primeres eleccions municipals el 1987, repetint els mateixos resultats en sis ocasions consecutives: a les següents dos (1991 i 1995) obtenint més del 90% dels vots. Com a alcalde impulsà projectes com el pavelló polifuncional, passant per la ruta dels molins, la rehabilitació de l'ajuntament, els habitatges tutelats per a majors, la rehabilitació del Castell o l'adequació de tots els passejos del municipi.
També fou diputat provincial de Castelló entre 1991 i 1995, encarregant-se de l'àrea d'obres; i diputat a les Corts Valencianes entre 2007 i 2011.
Morí el 26 de novembre de 2011 a l'Hospital Provincial de Castelló a causa d'un càncer de pulmó, amb 59 anys.